# Dean Cox
Dean Arthur Edward Cox (* 12. August 1987 in Cuckfield) ist ein englischer Fußballspieler.

## Karriere
Der Mittelfeldakteur startete seine aktive Laufbahn bei Brighton & Hove Albion. Am 29. August 2005 debütierte er im Heimspiel gegen Plymouth Argyle in der Football League Championship. Dies war in jener Spielzeit sein einziger Einsatz in einer Profiliga. Bis zum Saisonende wurde Cox zu Eastbourne Borough verliehen, mit denen er in der Conference South aktiv war und mit dem Verein zum Saisonende den Ligaerhalt erreichte. Bei seinem zweiten Einsatz für das inzwischen in der drittklassigen Football League One aktive Brighton & Hove Albion am 5. August 2006 wurde er im Auswärtsspiel bei Rotherham United nach zwei gelben Karten des Platzes verwiesen.
In der Spielzeit 2006/07 platzierte sich Cox mit dem Verein auf dem 18. Rang und sicherte sich den Ligaerhalt, in der Saison 2007/08 belegte Cox mit den Seagulls Platz sieben und verfehlte den Einzug in die Play-offs nur knapp. Im Folgejahr wurde mit Rang 16 erneut der Klassenerhalt erreicht. Auch in der Saison 2009/10 gelang ihm mit dem Verein mit einer Platzierung im Tabellenmittelfeld erneut der Ligaerhalt. Im April 2010 wurde bekannt, dass Cheftrainer Gustavo Poyet nicht mehr mit dem Mittelfeldspieler plante und ihm kein neues Vertragsangebot unterbreitete. Im Juni 2010 unterzeichnete Cox schließlich einen auf zwei Jahre befristeten Vertrag bei Leyton Orient.